# 皇图岭镇
皇图岭镇，是中华人民共和国湖南省株洲市攸县下辖的一个乡镇级行政单位。

## 行政区划
皇图岭镇下辖以下地区：
西街社区、金塔社区、龙和村、共和村、富厚村、港口村、丹塘村、皇新村、皇图村、长华村委会、长桥村、河田村、鹏江村、高枧村、山关村、新乐村、双新村、荫泉村、高新村、兴联村、笔和村、市上坪村、麻城村、芳田村、李家铺村、界联村和白日坳村。